# Trots allt (film)
Trots allt är en ungersk film från 1991.

## Rollista (i urval)
- András Kozák - Zeyk
- Irén Bordán
- László Mensáros
- Lili Monori
- László Vajda